# Jacek Popiel
 (mai 2024).
Pour les articles homonymes, voir Popiel (homonymie).
Jacek Popiel, né le 1er août 1954 à Cracovie, est un universitaire polonais spécialiste de théâtre. Il est professeur à l'université Jagellonne et à l'Académie des arts du théâtre de Cracovie. Après avoir été recteur de l'École nationale supérieure de théâtre Ludwik-Solski de Cracovie de 1996 à 2002, il est devenu de 2020 à 2024 le 306e recteur de l'université Jagellonne.

## Biographie
Jacek Józef Popiel achève en 1977 ses études de lettres polonaises à l'université Jagellonne. Il obtient ensuite (1978) un diplôme d'études supérieures spécialisées en journalisme dans la même université. Il soutient son doctorat en 1985 et son habilitation en 1996 avec des travaux intitulés « Drame et théâtre polonais de l'entre-deux-guerres ». Il reçoit le titre de professeur d'université ès sciences humaines le 22 octobre 2007.
Il travaille pour l'université Jagellonne depuis la fin des études et y est successivement directeur de la chaire d'études théâtrales, puis (2002-2005) de l'Institut d'études polonaises, doyen (2005-2012) de la faculté des lettres (Wydział Polonistyki). De 2012 à 2020, il est vice-recteur chargé des ressources humaines et des finances. En 2020, il est élu recteur de l'université Jagellonne pour le mandat 2020-2024.
Il enseigne également à l'École nationale supérieure de théâtre (rebaptisée en 2017 Académie des arts du théâtre Stanisław-Wyspiański). Il est doyen de la faculté d'acteur de 1990 à 1993 et recteur de 1996 à 2002.
Les recherches et publications de Jacek Popiel portent avant tout sur l'histoire du théâtre – notamment en Pologne – du XIXe au XXIe siècle, l'histoire de l'enseignement du théâtre et l'édition scientifique de textes littéraires, ainsi que sur la formation au métier d'acteur. Il a publié plus de 200 ouvrages, dont six livres originaux, et ses textes ont été traduits dans différentes langues. Il est également l'auteur de scénarios et d'une pièce de théâtre intitulée Doktor Korczak, écrite à la demande du Himawari Theatre Group montée initialement à Tokyo avec de jeunes acteurs. Il est aussi le fondateur et le directeur artistique du Festival « Dramaty Narodów ».
Il est membre correspondant de l'Académie polonaise des arts et sciences (section de philologie) et membre du Comité de littérature de l'Académie polonaise des sciences. Il a été de 1999 à 2002 vice-président de la Conférence des recteurs des écoles d'art, et de 2011 à 2014, membre du Conseil du programme national pour le développement des sciences humaines.

## Œuvres

### Ouvrages personnels
- Sztuka dramatyczna Karola Huberta Rostworowskiego (Le Théâtre de Karol Hubert Rostworowski (en)), Wrocław 1990,
- Dramat a teatr polski dwudziestolecia międzywojennego (Le Théâtre polonais de l'entre-deux-guerres), Cracovie 1995,
- Historia dramatu. Antyk - Średniowiecze (Histoire du théâtre. Antiquité - Moyen Âge), Cracovie 1996, 2e édition, Cracovie 2001,
- Los artysty w czasach zniewolenia. Teatr Rapsodyczny (pl) 1941-1967 (Le Sort de l'artiste sous les régimes totalitaires), Cracovie 2006,
- Teatr Jednego Aktora Danuty Michałowskiej (Le « Teatr Jednego Aktora » de Danuta Michałowska (pl)), Wrocław 2010,
- Teatr Danuty Michałowskiej. Od „Króla–Ducha” do „Tryptyku rzymskiego”, (Le Théâtre de Danuta Michałowska (pl) Du « Roi des esprits » au « Triptyque romain ») Cracovie 2011.

### Direction et édition d'ouvrages
- Ludwik Hieronim Morstin (en), Dramaty wybrane, wybór, introduction et mise en forme de Jacek Popiel, t. 1-3, Cracovie, 1987 - 1990,
- Karol Hubert Rostworowski (en), Wybór dramatów, préparé par J. Popiel, Wrocław 1992, BN I nr 281,
- Dramat i teatr modernistyczny, sous la direction de J. Popiel, Wrocław 1992,
- Dramat i teatr dwudziestolecia międzywojennego, sous la direction de J. Popiel, Wrocław 1993,
- Studia o dramacie i teatrze Stanisława Wyspiańskiego, sous la direction de Jan Błoński et Jacek Popiel, Cracovie 1994,
- Dramat i teatr po roku 1945, sous la direction de J. Popiel, Wrocław 1995,
- Krakowska Szkoła Teatralna. 50 lat PWST im. L. Solskiego, sous la direction de J. Popiel, Cracovie - Varsovie 1996,
- Krakowska Szkoła Teatralna. 50 lat PWST im. L. Solskiego, IIe partie sous la direction de J. Popiel, Cracovie 1997,
- M. Kotlarczyk, K. Wojtyła, O Teatrze Rapsodycznym. 60-lecie powstania Teatru Rapsodycznego, introduction et mis en forme de J. Popiel, sélection des textes de T. Malak et J. Popiel, Cracovie 2001,
- K. Wojtyła, Il Teatro Rapsodico. Articoli e lettere, postfazione e cura di J. Popiel, Rome 2003,
- Kształcenie aktora. Tradycja i współczesność, sous la direction de J. Popiel, Cracovie 2004,
- Literatura – Kulturoznawstwo - Uniwersytet. Księga ofiarowana Franciszkowi Ziejce w 65. rocznicę urodzin (Literatura - Kulturoznawstwo - Uniwersytet. Mélanges offerts à Franciszek Ziejka à l'occasion de son 65e anniversaire), sous la direction de  Bogusław Dopart, Jacek Popiel, Marian Stala, Cracovie 2005,
- Antreprener. Księga ofiarowana profesorowi Janowi Michalikowi w 70. rocznicę urodzin (L'Entrepreneur. Mélanges offerts au professeur Jan Michalik (d)  à l'occasion de son 70e anniversaire), sous la direction de J. Popiel, Cracovie 2009,
- Karol Wojtyła (Jean-Paul II), Dzieła literackie i teatralne (Œuvres littéraires et théâtrales). Tome I Juwenilia (1938-1946), sous la direction de J. Popiel, Cracovie 2019.

## Distinctions
Jacek Popiel est titulaire de plusieurs décorations comme la croix de chevalier de l'Ordre Polonia Restituta (2012), la croix d'argent du Mérite (2002) et la médaille d'or du Mérite culturel « Gloria Artis » (2007).